# Ambia endophthalma
Ambia endophthalma là một loài bướm đêm trong họ Crambidae.